# زیبینیسو رستموا
زیب‌النساء رستموا (انگلیسی: Zebiniso Rustamova؛ زادهٔ ۲۹ ژانویهٔ ۱۹۵۵) کماندار، و کماندار، اهل اتحاد جماهیر شوروی سوسیالیستی است.